# En la ciudad sin límites
En la ciudad sin límites is een Spaans-Argentijnse film uit 2002, geregisseerd door Antonio Hernández.

## Verhaal
Victor (Leonardo Sbaraglia) komt aan in Parijs waar de familie is samengekomen om de ernstig zieke vader Max (Fernando Fernán Gómez) te bezoeken. Max gedraagt zich erg vreemd. Hij denkt dat hij opgesloten zit en hij wil ontsnappen. De familie wijt het vreemde gedrag gedrag aan dementie en denkt al na over de erfenis. Victor gelooft dat zijn vader iets duidelijk wil maken, en is vastbesloten om uit te vinden wat.

## Rolverdeling
| Acteur                | Personage |
| --------------------- | --------- |
| Leonardo Sbaraglia    | Victor    |
| Fernando Fernán Gómez | Max       |
| Geraldine Chaplin     | Marie     |
| Ana Fernández         | Carmen    |
| Adriana Ozores        | Pilar     |
| Leticia Brédice       | Eileen    |
| Alfredo Alcón         | Rancel    |

## Ontvangst

### Recensies
Op Rotten Tomatoes geeft 100% van de 8 recensenten de film een positieve recensie, met een gemiddelde score van 7,72/10. Metacritic komt tot een score van 70/100, gebaseerd op 4 recensies.
NRC schreef: "Hernández heeft met simpele middelen een eigenzinnige thriller gemaakt. De hallucinaties van de vader werpen ook nog eens een licht op de Spaanse geschiedenis. De erfenis van Franco zorgt ervoor dat je gekken soms serieus moet nemen."

### Prijzen en nominaties
De film won 8 prijzen en werd voor 14 andere genomineerd. Een selectie:
| Jaar | Prijs                          | Categorie                | Genomineerde                     | Resultaat   |
| ---- | ------------------------------ | ------------------------ | -------------------------------- | ----------- |
| 2003 | Premios Goya (17de editie)     | Beste film               | En la ciudad sin límites         | Genomineerd |
| 2003 | Premios Goya (17de editie)     | Beste regisseur          | Antonio Hernández                | Genomineerd |
| 2003 | Premios Goya (17de editie)     | Beste vrouwelijke bijrol | Geraldine Chaplin                | Gewonnen    |
| 2003 | Premios Goya (17de editie)     | Beste origineel scenario | Enrique Brasó, Antonio Hernández | Gewonnen    |
| 2003 | Premios Goya (17de editie)     | Beste filmmuziek         | Víctor Reyes                     | Genomineerd |
| 2004 | Cóndor de Plata (52ste editie) | Beste acteur             | Leonardo Sbaraglia               | Genomineerd |
| 2004 | Cóndor de Plata (52ste editie) | Beste mannelijke bijrol  | Alfredo Alcón                    | Genomineerd |